# Hialeah
Hialeah (se pronuncia como "Jaialía") es una ciudad ubicada en el condado de Miami-Dade en el estado estadounidense de Florida. En el Censo de 2010 tenía una población de 224 669 habitantes y una densidad poblacional de 3797,95 personas por km², lo que la hace la quinta ciudad más grande del estado. Hialeah forma parte del área metropolitana del Sur de la Florida. El nombre Hialeah proviene de la palabra calusa que significa "hermoso valle". La ciudad se encuentra en un valle entre la Bahía de Biscayne y los Everglades cerca de las playas de Miami Beach.
Hialeah es la ciudad de los Estados Unidos donde el mayor porcentaje de la población habla español junto con la ciudad de Laredo (Texas) (cerca del 90 % de la población). La mayoría de sus habitantes son hispanos, cubanos exiliados desde el triunfo de la Revolución en 1959. 
El 93,1% de la población manifiesta utilizar el español como idioma principal en su domicilio, mientras un 6,4 % lo hace en inglés. Además, ⅔ de la población manifiestan no saber utilizar el inglés.

## Geografía
Hialeah se encuentra ubicada en las coordenadas 25°52′12″N 80°18′10″O / 25.87000, -80.30278. Según la Oficina del Censo de los Estados Unidos, Hialeah tiene una superficie total de 59,16 km², de la cual 55,55 km² corresponden a tierra firme y 3,6 km² (6,09 %) es agua.

## Demografía
Según el censo de 2010, había 224 669 personas residiendo en Hialeah. La densidad de población era de 3797,95 hab./km². De los 224 669 habitantes, Hialeah estaba compuesto por el 92,6 % blancos, el 2,69 % eran afroamericanos, el 0,11 % eran amerindios, el 0,35 % eran asiáticos, el 0 % eran isleños del Pacífico, el 2,64 % eran de otras razas y el 1,59 % pertenecían a dos o más razas. Del total de la población el 94,72 % eran hispanos o latinos de cualquier raza.
En el censo de 2000 la renta media de un hogar de la ciudad es de $29 492, y la renta media de una familia, $31 621. Los hombres ganan en promedio $23 133 contra $17 886 para las mujeres. La renta per cápita en la ciudad es de $12 402. 18,6 % de la población y 16,0 % de las familias tienen ingresos por debajo del nivel de pobreza. De la población total bajo el nivel de pobreza, el 22,2 % son menores de 18 y el 22,4 % son mayores de 65 años.